# Felsberg
Felsberg (rétorománsky Favugn) je obec ve švýcarském kantonu Graubünden, okresu Imboden. Nachází se v údolí Rýna, asi 4 kilometry jihozápadně od kantonálního hlavního města Churu, v nadmořské výšce 572 metrů. Má přes 2 600 obyvatel.

## Geografie

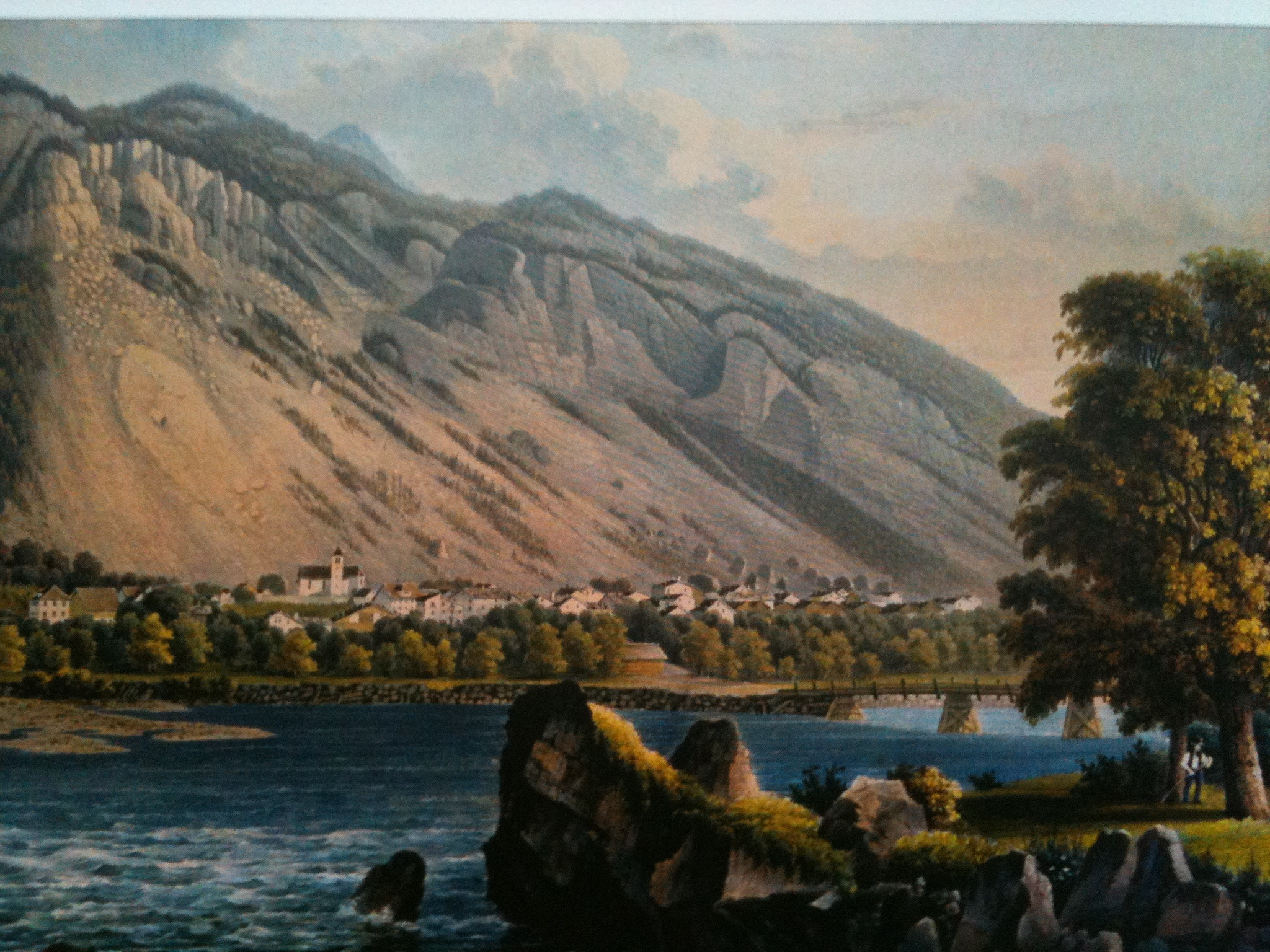
Historické vyobrazení obce

Obec leží v širokém údolí Rýna, bezprostředně za soutokem Předního a Zadního Rýna, v nadmořské výšce okolo 570 metrů. Severozápadně od obce se zvedá pohoří Calanda, které na vrcholu Felsberger Calanda dosahuje výšky 2 697 metrů. Na jeho jižním úbočí se nachází pastvina pro dobytek Felsberger Älpli. Zvířata se pasou na salaši Alp Tambo poblíž průsmyku Splügen, který obec koupila v roce 1831.
Vzhledem ke své poloze byl Felsberg opakovaně ohrožován sesuvy půdy. Po skalním řícení v roce 1834 a zejména v roce 1843 tak byla nově založená čtvrť Neudorf postavena dále od úpatí svahu. To však bylo možné pouze díky úpravě Rýna, kterou provedl inženýr Richard La Nicca. Předtím byl Rýn pro obec mnohem větší hrozbou než Calanda a povodně byly běžné téměř každý rok. V oblasti staré vesnice nedošlo k žádnému dalšímu hrozícímu skalnímu řícení, Altdorf proto zůstal obydlený. Později byly obě části obce dostavbou dalších domů spojeny v jeden celek (viz Historie).
V roce 1803 byly v sutinách po sesuvu půdy objeveny stopy zlata. V roce 1809 byla založena důlní společnost zur goldenen Sonne a v roce 1813 bylo ze zlata z místního dolu Filden vyraženo 72 dublonů. Víno ze stejnojmenné vinice Felsberg tak připomíná „zlaté slunce“.

## Historie

Letecký pohled na Felsberg (1923)

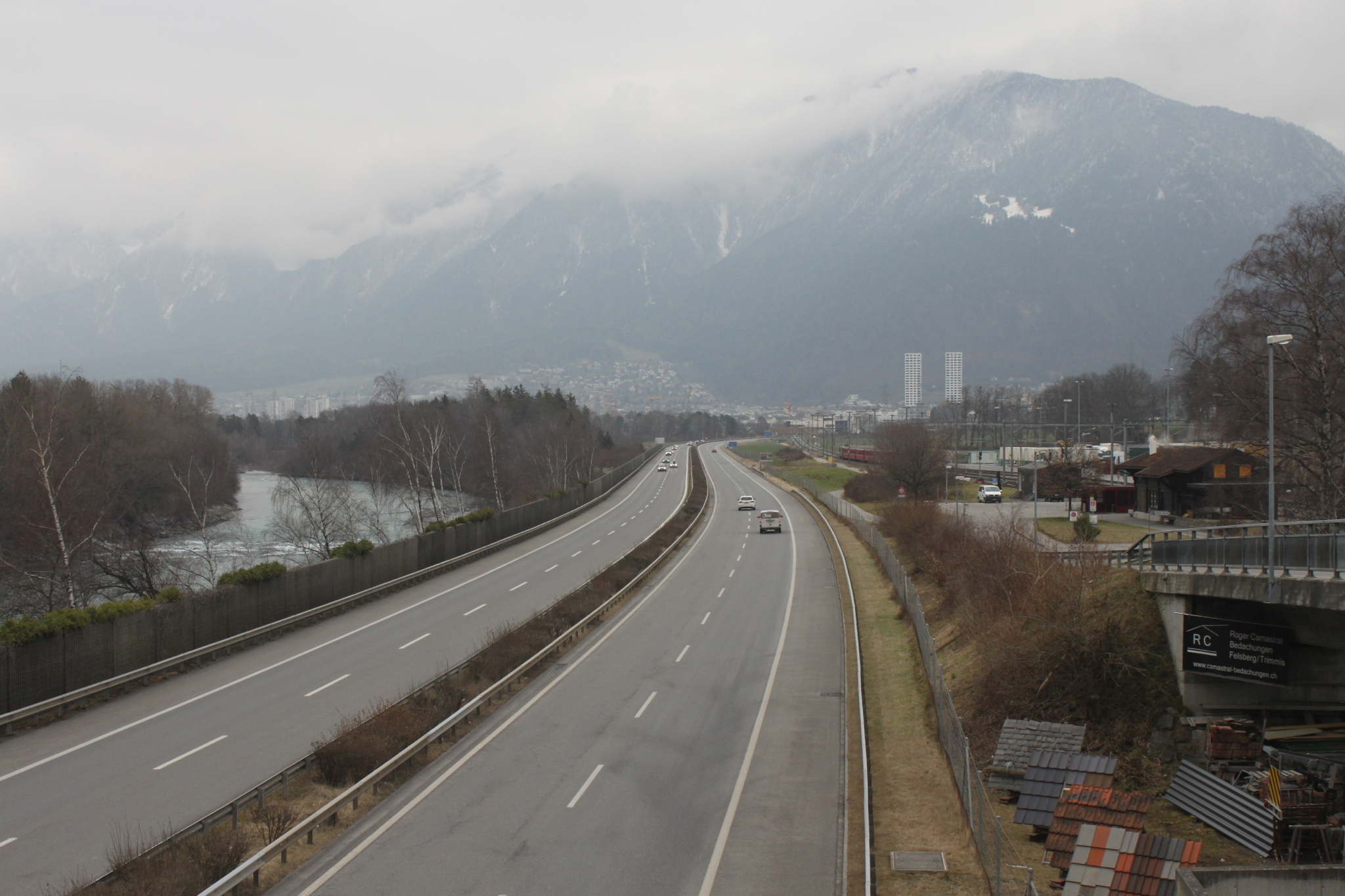
Dálnice A13, procházející okolo obce

V oblasti jeskyně Tgilväderli se nacházejí prehistorická pohřebiště.
Obec je poprvé zmiňována v roce 831 jako Villa Fagonio, kostel pak v roce 1305. Německojazyčný název pochází od kopce za farou (Berg im Felde či Veltsperg). Vykopávky v bezprostřední blízkosti, například ve Felix-Wingert, ukazují, že oblast byla osídlena již několik tisíc let před naším letopočtem. V letech 1368–1742 byla obec pod nadvládou baronů: Heinrich von Frauenberg postoupil práva na Felsberg klášteru Churwalden a po roce 1368 zde vládli baroni z Rhäzüns. S převodem tohoto panství se Felsberg stal v roce 1819 také součástí kantonu Graubünden. V září 1843 došlo k výše zmíněnému skalnímu řícení. Obecní rada rozhodla o přemístění obce a vláda Graubündenu vyčíslila náklady na 421 296 graubündenských guldenů. Peněžní sbírky doma i v zahraničí vynesly 70 500 guldenů a 8 000 guldenů poskytla kantonální vláda. Původně postavená kasárna měla později ustoupit vesnici se školou a kostelem. Byly postaveny dotované základy asi 50 domů. Jen několik z nich bylo dostavěno; místní obyvatelé se stále častěji stěhovali zpět do svých starých domů v části Altdorf. Poté se mezi Neudorfem a Altdorfem vyvinula rivalita. Obec dokonce dlouho odmítala vybudovat vodovod pro studny v Neudorfu. Nakonec v roce 1862 graubündenská vláda pohrozila, že si vynutí výstavbu vodovodu na náklady obce. Přesto se stavba vodovodu uskutečnila až o 20 let později. V roce 1866 dostal Felsberg svou první školní budovu na Schlosshügelu, o něco blíže k Neu- než k Altdorfu. Ke sporu mezi Neu- a Altdorfem přispělo i umístění nového mostu, který měl být postaven.

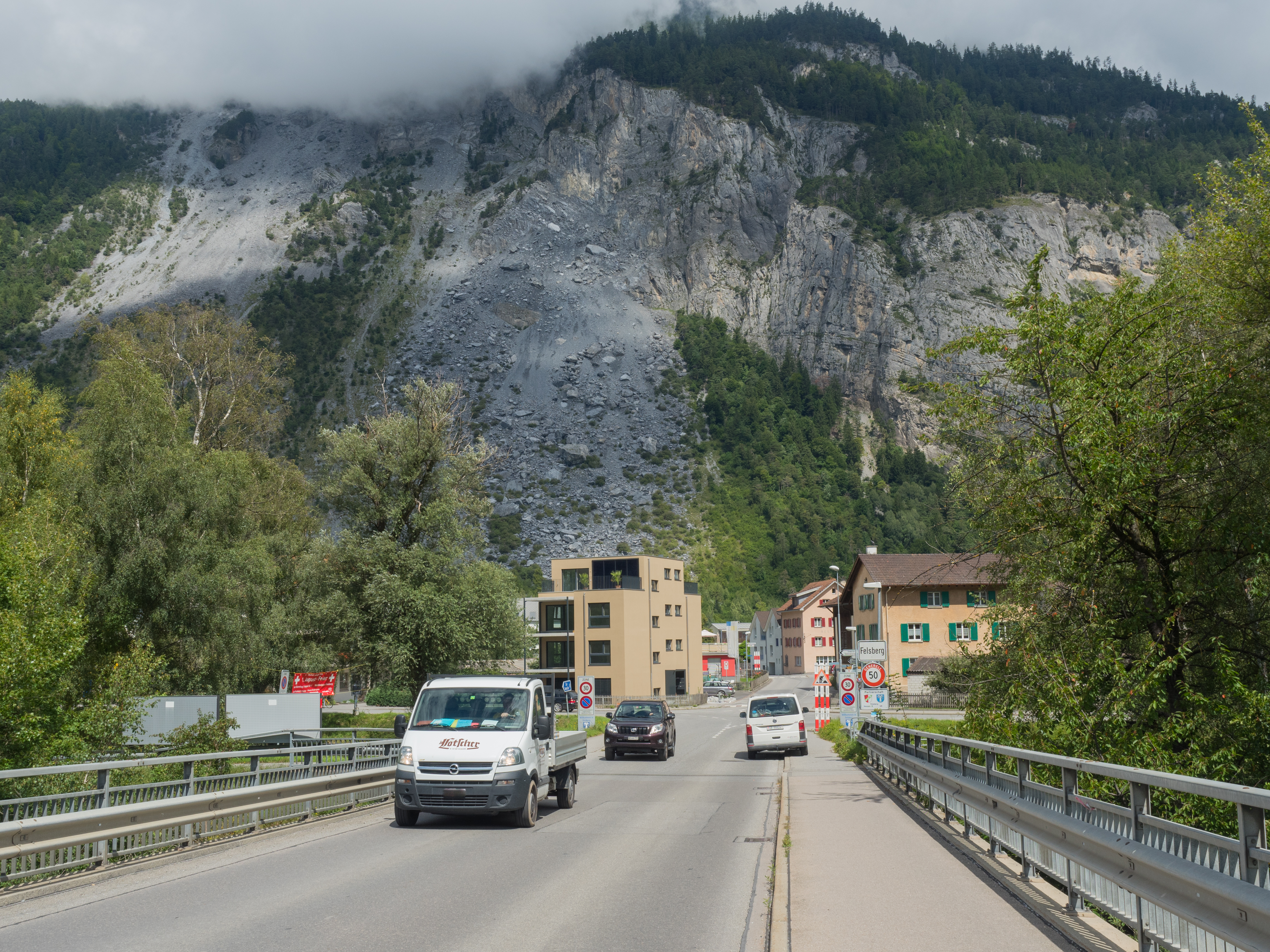
Most přes Rýn ve Felsbergu

První známé mosty přes Rýn do Felsbergu stály pravděpodobně na úrovni staré vesnice. Poprvé je most zmíněn v dědičné feudální listině z roku 1481. Podle listiny rozhodčího soudu z roku 1506 však existovala různá pravidla pro přístup k mostům na různých místech nad nebo pod hradním kopcem (školní budovou).
V roce 1834 strhla povodeň most na úrovni kostela. Nový dřevěný most byl již v roce 1869 kvůli povodním zvýšen o jeden metr a ze stejného důvodu byl v roce 1927 na levé straně doplněn betonovým pilířem. Od roku 1935 překonává Rýn železobetonový trámový most se dvěma podpěrami. Využíval jediný betonový pilíř starého mostu. Šířka tohoto mostu 4,5 metru (plus 1 metr chodníku) však již na konci 70. let 19. století nestačila dopravě a dnešní most byl postaven o něco dále proti proudu řeky. V roce 1847 byly vypracovány plány a následně postaven nový most.
V roce 1847 bylo schváleno plánování protipovodňové ochrany Rýna od Rothenbrunnu po Felsberg podle plánů Richarda La Niccy. V roce 1853 následovalo pokračování směrem k mostu Tardis. Při povodni v roce 1868 byl příjezdový násep k Rýnskému mostu protržen masami vody. Nicméně to bylo zároveň potvrzení správnosti stavebního systému inženýra La Niccy. V letech 1927, 1954 a 1987 se jednalo o největší povodně 20. století. Proud Rýna činil až 1 800 metrů krychlových vody za sekundu (při normálním stavu kolem 100 metrů krychlových).
Kvůli rozšíření dálnice A13 na čtyři jízdní pruhy musel být Rýn u kostelního kopce v Domatu odkloněn na stranu Felsbergu. Za tímto účelem byl vytěžený materiál převezen přes staveništní most na stranu Domatu. Tento most smetla povodeň 18. července 1987. Koryto řeky bylo po povodni hlubší asi o 1,5 metru.
Od roku 2001 existuje partnerství se stejnojmennou obcí Felsberg v německé spolkové zemi Hesensko.
V roce 2009 byla Felsbergu udělena značka Energy City. V lomu Calinis východně od obce, který byl opuštěn v roce 2001, byla postavena solární elektrárna, která byla slavnostně otevřena 30. června 2020. Elektrárna, která stála 2,3 milionu eur, dodává přibližně 1,6 GWh elektřiny ročně.

## Obyvatelstvo
| Rok            | 1850 | 1900 | 1950 | 1980  | 1990  | 2000  | 2005  | 2019  |
| Počet obyvatel | 482  | 467  | 939  | 1 369 | 1 772 | 2 029 | 1 907 | 2 589 |

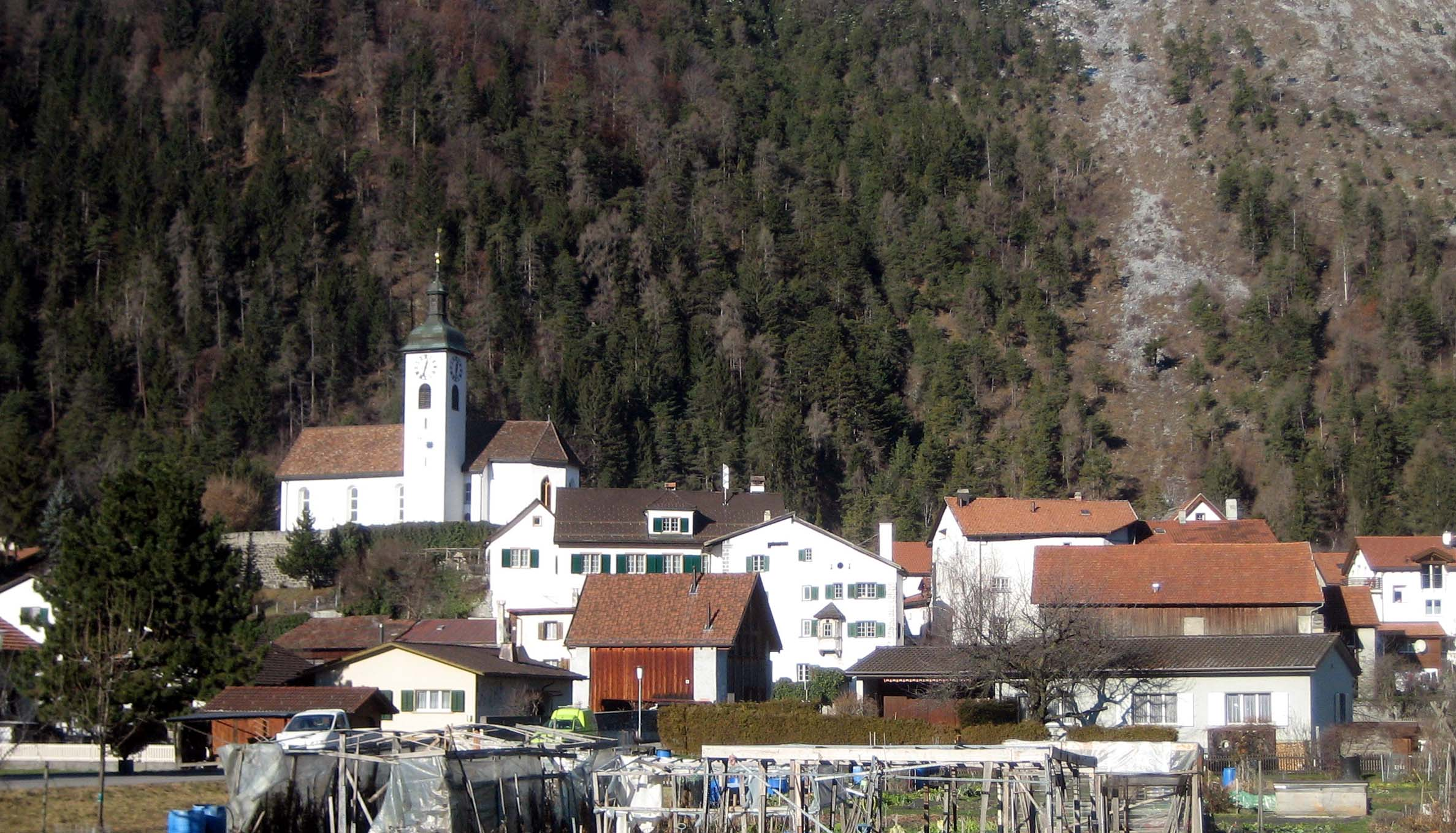
Centrum obce s kostelem

Od roku 1850 se počet obyvatel obce více než zčtyřnásobil. Na tom se podílely zejména tři fáze výrazného růstu v letech 1850–1860, 1910–1920 a od roku 1960. První dvě období růstu jsou spojena s regionální imigrací. U třetího jsou hlavními důvody přistěhovalectví ze zahraničí a poloha v bezprostřední blízkosti Churu, umožňující denní dojíždění za prací.

### Jazyky
Již ve středověku přešel Felsberg z rétorománštiny na němčinu. Rétorománská menšina ve Felsbergu je tedy tvořena výhradně přistěhovalci z rétorománsky mluvících obcí, nikoliv etablovanou jazykovou menšinou. Potvrzuje to i sčítání lidu z roku 1910, kdy z 625 obyvatel uvedlo pouze 16 jako svůj mateřský jazyk rétorománštinu. Jazyková situace je zde tak naprosto odlišná například od pouze 3 kilometry vzdáleného Domatu, kde ve stejné době hovořilo rétorománsky téměř 90 % obyvatel a i v současnosti zde žije početná rétorománská menšina. Vývoj v posledních desetiletích ukazuje následující tabulka:
| Jazyky ve Felsbergu |                   |                   |                   |                   |                   |                   |
| Jazyk               | Sčítání lidu 1980 | Sčítání lidu 1980 | Sčítání lidu 1990 | Sčítání lidu 1990 | Sčítání lidu 2000 | Sčítání lidu 2000 |
| Jazyk               | Počet             | Podíl             | Počet             | Podíl             | Počet             | Podíl             |
| Němčina             | 1 183             | 86,41 %           | 1 599             | 90,23 %           | 1 859             | 91,62 %           |
| Rétorománština      | 86                | 6,28 %            | 71                | 4,01 %            | 60                | 2,96 %            |
| Italština           | 59                | 4,31 %            | 22                | 1,24 %            | 20                | 0,99 %            |
| Počet obyvatel      | 1 369             | 100 %             | 1 772             | 100 %             | 2 029             | 100 %             |

## Doprava

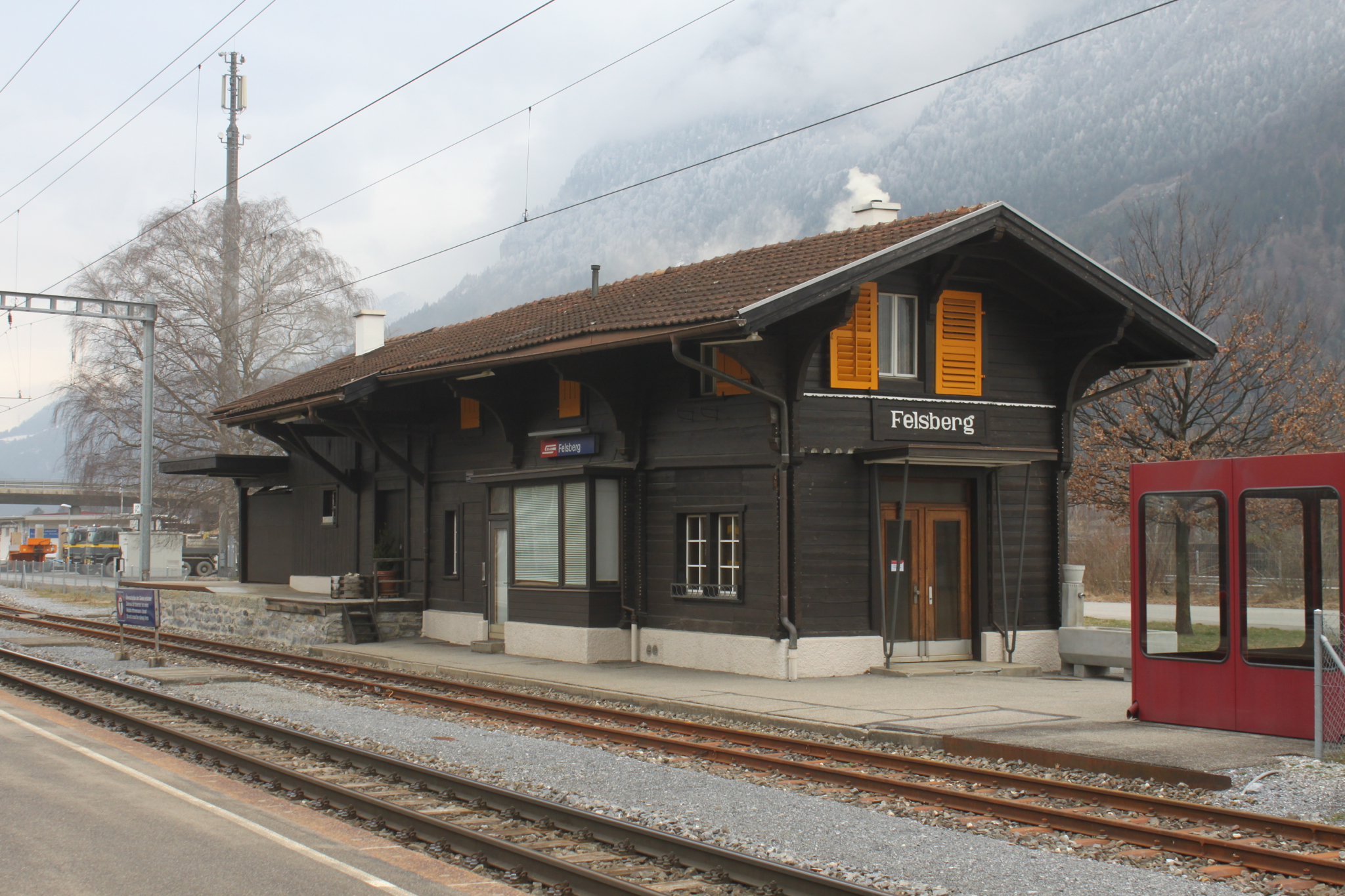
Železniční stanice Felsberg

Obec leží na kantonální hlavní silnici č. 13. V její bezprostřední blízkosti vede také dálnice A13 v trase St. Margrethen – Chur – Bellinzona. Železniční stanice Felsberg se nachází na trati Landquart–Thusis, na niž dále navazuje Albulská dráha překonávající stejnojmenné pohoří a končící ve Svatém Mořici.

## Osobnosti
- Eveline Widmerová-Schlumpfová (* 1956), švýcarská právnička, politička a členka švýcarské federální rady, prezidentka Švýcarska pro rok 2012